# فينوبا بهافي
فيناياك ناراهاري «فينوبا» بهافي (11 سبتمبر 1895- 15 نوفمبر 1982) كان مناصرًا هنديًا للاعنف وحقوق الإنسان، وغالبًا ما أطلق عليه آكارايا (المقابل السنسكريتي لمعلم)، ويشتهر بحركة بهودان. يعتبر معلمًا وطنيًا للهند والخليفة الروحي للمهاتما غاندي؛ وترجم الجيتا إلى لغة الماراثي باسم جيتاي بمعنى الأم جيتا.

## النشأة وخلفية عنه
ولد فيناياكا ناراهاري بهافي في 11 سبتمبر 1895 في قرية صغيرة تدعى جاغوجي (اسمها اليوم جاغودي بودرك) في كولابا في منطقة كونكان وهي ما يسمى الآن ماهاراشترا. كان فيناياكا الابن الأكبر لناراهاري شامبهو راو وروكميني ديفي؛ كان للزوجين خمسة أولاد، 4 صبية أسماؤهم فيناياكا (اسم التحبب فينيا) وبالاكريشنا وشيفاجي وداتاتريا، وابنة وحيدة. كان والده حائكًا ماهرًا ذو مظهر عقلاني وعمل في بارودا. ربى فيناياكا جده شامبوراو بهافي وكان متأثرًا بشدة بأمه روكميني ديفي، وهي امرأة متديّنة من كارناتاكا. ألهم فيناياكا بدرجة كبيرة بعد قراءة البهاجافاد جيتا في عمر فتيّ جدًا.
جذب تقرير في الصحف عن خطاب غاندي في جامعة بيناراس هيندو المؤسسة حديثًا انتباه بهافي؛ وفي عام 1918 وفي طريقه إلى بومباي من أجل الامتحانات المتوسطة رمى بشهادات المدرسة والكلية في النار. أخذ بهافي القرار بعد أن قرأ قطعة كتبها المهاتما غاندي في الصحيفة؛ وكتب رسالة لغاندي، وبعد تبادل للرسائل، نصحه غاندي بالمجيء لمقابلة شخصية في أشرم كوشراب في أحمد أباد؛ والتقى بهافي غاندي في 7 يونيو 1916 وترك دراسته عقب ذلك. شارك بهافي باهتمام بالغ في نشاطات أشرم غاندي، كالتعليم والدراسة والغزل وتحسين حياة المجتمع، وكان عمله في برامج غاندي البناءة ذو صلة بلباس الخادي والصناعات القروية والتعليم الجديد (مبدأ ترابط المعرفة والعمل)، كما استمر تعزيز الصحة العامة ومنع تفشي الأمراض.
ذهب بهافي إلى واردها في 8 أبريل 1921 لتولي مسؤولية الأشرم (المعتزل الديني) كما رغب غاندي؛ وفي عام 1923، نشر الماهاراشترا دهارما، وهي دورية شهرية بلغة الماراثي وضمت مقالاته عن الأبانيشادات؛ ولاحقًا أصبحت أسبوعية، واستمرت لثلاث سنوات. وفي عام 1925 أرسله غاندي إلى فايكوم، كيرالا ليشرف على دخول الهاريجان إلى المعبد.
اعتقل بهافي عدة مرات خلال العشرينيات والثلاثينيات وقضى 5 سنوات في السجن في الأربعينيات لقيادته المقاومة المناهضة للعنف للحكم البريطاني، وأصبحت السجون مكان القراءة والكتابة له، وكتب إيشافاسيافريتي وسثيتابراجنا دارشان في السجن.

## روابط خارجية
- فينوبا بهافي على موقع الموسوعة البريطانية (الإنجليزية)
- فينوبا بهافي على موقع مونزينجر (الألمانية)